# 1984-es Formula–1 német nagydíj
A német nagydíj volt az 1984-es Formula–1 világbajnokság tizenegyedik futama.

## Futam
| Helyezés | #  | Versenyző          | Csapat/Motor      | Körök | Idő/Kiesés oka    | Rajthely | Pontszám |
| -------- | -- | ------------------ | ----------------- | ----- | ----------------- | -------- | -------- |
| 1        | 7  | Alain Prost        | McLaren-TAG       | 44    | 1:24:43,210       | 1        | 9        |
| 2        | 8  | Niki Lauda         | McLaren-TAG       | 44    | + 3,149           | 7        | 6        |
| 3        | 16 | Derek Warwick      | Renault           | 44    | + 36,423          | 3        | 4        |
| 4        | 12 | Nigel Mansell      | Lotus-Renault     | 44    | + 51,663          | 16       | 3        |
| 5        | 15 | Patrick Tambay     | Renault           | 44    | + 1:11,949        | 4        | 2        |
| 6        | 28 | René Arnoux        | Ferrari           | 43    | + 1 kör           | 10       | 1        |
| 7        | 26 | Andrea de Cesaris  | Ligier-Renault    | 43    | + 1 kör           | 11       |          |
| 8        | 25 | François Hesnault  | Ligier-Renault    | 43    | + 1 kör           | 17       |          |
| 9        | 21 | Huub Rothengatter  | Spirit-Hart       | 40    | + 4 kör           | 24       |          |
| Kizárva  | 3  | Stefan Johansson   | Tyrrell-Ford      | 42    | Kizárva           | 26       |          |
| Kiesett  | 14 | Manfred Winkelhock | ATS-BMW           | 31    | Váltó             | 13       |          |
| Kiesett  | 23 | Eddie Cheever      | Alfa Romeo        | 29    | Motorhiba         | 18       |          |
| Kiesett  | 2  | Teo Fabi           | Brabham-BMW       | 28    | Turbó             | 8        |          |
| Kiesett  | 1  | Nelson Piquet      | Brabham-BMW       | 23    | Váltó             | 5        |          |
| Kiesett  | 22 | Riccardo Patrese   | Alfa Romeo        | 16    | Üzemanyagrendszer | 20       |          |
| Kiesett  | 24 | Piercarlo Ghinzani | Osella-Alfa Romeo | 14    | Elektronika       | 21       |          |
| Kiesett  | 30 | Jo Gartner         | Osella-Alfa Romeo | 13    | Turbó             | 23       |          |
| Kiesett  | 27 | Michele Alboreto   | Ferrari           | 13    | Motorhiba         | 6        |          |
| Kiesett  | 10 | Jonathan Palmer    | RAM-Hart          | 11    | Turbó             | 25       |          |
| Kiesett  | 6  | Keke Rosberg       | Williams-Honda    | 10    | Elektronika       | 19       |          |
| Kiesett  | 5  | Jacques Laffite    | Williams-Honda    | 10    | Motorhiba         | 12       |          |
| Kiesett  | 18 | Thierry Boutsen    | Arrows-BMW        | 8     | Motorhiba         | 15       |          |
| Kiesett  | 11 | Elio de Angelis    | Lotus-Renault     | 8     | Turbó             | 2        |          |
| Kiesett  | 9  | Philippe Alliot    | RAM-Hart          | 7     | Túlmelegedés      | 22       |          |
| Kiesett  | 19 | Ayrton Senna       | Toleman-Hart      | 4     | Baleset           | 9        |          |
| Kiesett  | 17 | Marc Surer         | Arrows-BMW        | 1     | Turbó             | 14       |          |
| NK       | 4  | Mike Thackwell     | Tyrrell-Ford      |       |                   |          |          |

## A világbajnokság élmezőnyének állása a verseny után
| H  | Versenyzők      | Pont | H  | Konstruktőrök  | Pont |
| -- | --------------- | ---- | -- | -------------- | ---- |
| 1. | Alain Prost     | 44,5 | 1. | McLaren-TAG    | 83,5 |
| 2. | Niki Lauda      | 39   | 2. | Lotus-Renault  | 38   |
| 3. | Elio de Angelis | 29   | 3. | Ferrari        | 36,5 |
| 4. | René Arnoux     | 25   | 4. | Renault        | 33   |
| 5. | Derek Warwick   | 23   | 5. | Williams-Honda | 25,5 |

## Statisztikák
Vezető helyen:
- Elio de Angelis: 7 (1-157)
- Nelson Piquet: 14 (8-21)
- Alain Prost: 23 (22-44)

Alain Prost 13. győzelme, 12. pole-pozíciója, 11. leggyorsabb köre, 3. mesterhármasa (gy, pp, lk)
- McLaren 37. győzelme.